# Dor nos testículos
Dor nos testículos (também conhecida pela gíria na língua inglesa como blue balls) é uma expressão popular que designa a congestão da próstata, ou vasocongestão, a condição temporária de congestão de fluido na região dos testículos e da próstata, causada por um prolongado período de excitação sexual do homem. Muitas vezes, é acompanhado por uma dor semelhante a cãibra na próstata congestionada e dor/sensibilidade ou edema dos testículos. Weinzimer e Thornton sugeriram chamá-lo de "hipertensão do epidídimo".

## Falta de orgasmo
A condição pode ser causada pela estimulação sexual do pênis ereto (intencional ou não) que não resultará em orgasmo e ejaculação.
Durante o período de excitação sexual de um homem, o sistema nervoso parassimpático aumenta seus impulsos nervosos para os tecidos genitais, resultando na diminuição do escoamento de sangue para  os testículos e para a áreas de próstata. 

## Outros efeitos colaterais
Alguns homens também podem experimentar outros efeitos colaterais. Estes podem variar de uma pequena dor de cabeça, que geralmente desaparece após alguns minutos, cãibras musculares ou mau humor. (Mau humor mais provavelmente, devido à falta do orgasmo, em vez de algum efeito físico). Em outros casos mais graves, tem sido conhecido homens que sofrem de dores de estômago, estômago virado ou solto juntamente com as intensas dores de estômago.

## Tratamento
A maneira mais fácil de aliviar os sintomas é ejacular. Embora bem conhecidos no folclore, há poucas informações na literatura médica até um artigo de Chalett e Nerenberg na revista Pediatrics, 2000, que encontrou poucos dados sobre a condição, mas concluiu que "o tratamento é a liberação sexual, ou talvez se esforçando para mover um objeto muito pesado e essencialmente fazer a Manobra de Valsalva."